# پای پیاده
پای پیاده فیلمی به کارگردانی و نویسندگی فریدون حسن‌پور و تهیه‌کنندگی علی لدنی محصول سال ۱۳۸۷ است.

## خلاصه فیلم
این فیلم داستان مردی است به نام جعفر که تا به حال عاشق نشده‌است تا اینکه زنی غریبه وارد روستا می‌شود و…

## جشنواره‌ها
فیلم پای پیاده در بیست و هفتمین دوره جشنواره فیلم فجر (۱۳۸۷) حضور داشته‌است.